# Епархия Беллари
Епархия Беллари (лат. Dioecesis Bellaryensis) — епархия Римско-Католической церкви c центром в городе Беллари, Индия. Епархия Беллари входит в митрополию Бангалора. Кафедральным собором епархии Беллари является церковь святого Антония Падуанского.

## История
15 июня 1928 года Римский папа Пий X выпустил бреве Venerabilis frater, которым учредил миссию Sui iuris Беллари, выделив её из епархии Хайдарабада (сегодня — Архиепархия Хайдарабада) и архиепархии Мадраса (сегодня — Архиепархия Мадраса и Мелапора).
10 марта 1949 года Римский папа Пий XII выпустил буллу Apostolica Sedes, которой преобразовал миссию sui iuris Беллари в епархию.
24 июня 2005 года епархия Беллари передала часть своей территории для возведения новой епархии Гулбарги.

## Ординарии епархии
- епископ Ernesto Reilly (1928—1934);
- епископ John Forest Hogan (10.03.1949 — 23.09.1962);
- епископ Ambrose Papaiah Yeddanapalli (10.12.1963 — 1992);
- епископ Joseph D’Silva (6.10.1992 — 17.11.2006);
- епископ Henry D’Souza (15.03.2008 — по настоящее время).

## Источник
- Annuario Pontificio, Ватикан, 2007
- Бреве Venerabilis frater, AAS 20 (1928), стр. 347  (лат.)
- Булла Apostolica sedes, AAS 41 (1949), стр. 435  (лат.)